# Brian McNamara

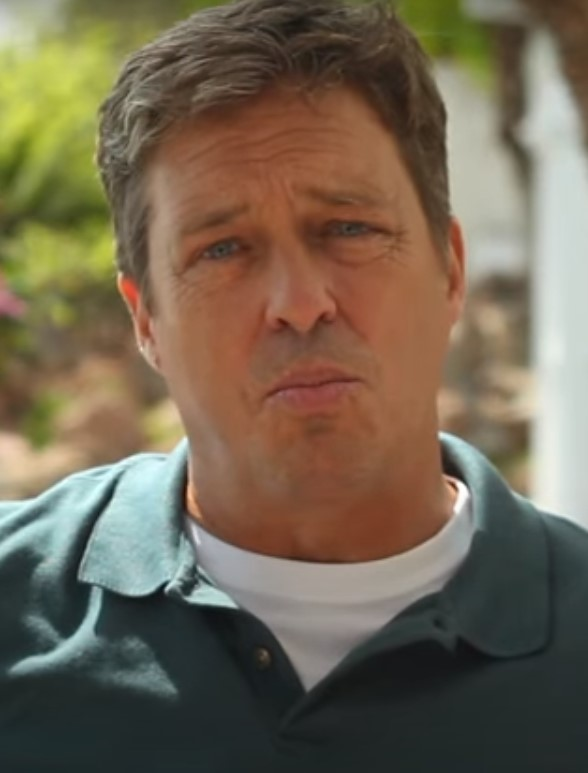
Brian McNamara, 2016

Brian McNamara (* 21. November 1960 in Long Island, New York) ist ein US-amerikanischer Schauspieler, der vor allem für seine Darstellung des Dean Karny in dem Fernsehfilm Billionaire Boys Club bekannt ist, für die er 1988 auch für einen Golden Globe Award als Bester Nebendarsteller nominiert wurde.

## Karriere
Eine seiner ersten Rollen war die des Greg in der Fernsehserie Familienbande, in der er den Freund von Alex Keaton spielte, der bei einem Autounfall ums Leben kommt. Der Autor dieser Folge erhielt für sein Drehbuch einen Emmy. McNamara hatte Hauptrollen in zahlreichen Filmen wie u. a. Arachnophobia und Gastauftritte in Fernsehserien wie Seinfeld, New York Cops – NYPD Blue, Chefarzt Dr. Westphall, JAG – Im Auftrag der Ehre, O.C., California, Star Trek: Raumschiff Voyager, Verrückt nach dir, Matlock, Ellen, Mord ist ihr Hobby, Murphy Brown und Hotel Zack & Cody.
2004 wirkte er in dem Film A Promise Kept mit. Seit 2007 spielt er eine der männlichen Hauptrollen in der Fernsehserie Army Wives.

## Filmografie (Auswahl)
- 1986: Chefarzt Dr. Westphall (St. Elsewhere, Fernsehserie, drei Folgen)
- 1987: Familienbande (Family Ties, Fernsehserie, drei Folgen)
- 1989: L.A. Law – Staranwälte, Tricks, Prozesse (L. A. Law, Fernsehserie, eine Folge)
- 1989: The Nutt House (Fernsehserie, zehn Folgen)
- 1989: Tennessee Nights
- 1990: Arachnophobia
- 1992: Murphy Brown (Fernsehserie, eine Folge)
- 1993: Melrose Place (Fernsehserie, eine Folge)
- 1992–1993: Homefront (Fernsehserie, sieben Folgen)
- 1994: Diagnose: Mord (Fernsehserie, eine Folge)
- 1995: Seinfeld (Fernsehserie, eine Folge)
- 1998–1999: Mercy Point (Fernsehserie, acht Folgen)
- 1999: Fantasy Island (Fernsehserie, eine Folge)
- 2000: Manhattan, AZ (Fernsehserie, 13 Folgen)
- 2001: CSI: Den Tätern auf der Spur (CSI: Crime Scene Investigation, Fernsehserie, eine Folge)
- 2001: New York Cops – NYPD Blue (NYPD Blue, Fernsehserie, eine Folge)
- 2002: Emergency Room – Die Notaufnahme (ER, Fernsehserie, eine Folge)
- 2002–2003: JAG – Im Auftrag der Ehre (JAG, Fernsehserie, zwei Folgen)
- 2003–2004: O.C., California (The O. C., Fernsehserie, drei Folgen)
- 2006: Monk (Fernsehserie, eine Folge)
- 2007–2013: Army Wives
- 2007: Evil Ground – Fluch der Vergangenheit (Hallowed Ground)
- 2008: Criminal Minds (Fernsehserie, eine Folge)
- 2009: Ghost Whisperer – Stimmen aus dem Jenseits (Ghost Whisperer, Fernsehserie, eine Folge)
- 2010: Navy CIS: L.A. (NCIS: Los Angeles, Fernsehserie, eine Folge)
- 2011: The Mentalist (Fernsehserie, eine Folge)
- 2012: Bones – Die Knochenjägerin (Bones, Fernsehserie, eine Folge)
- 2021: Magnum P.I. (Fernsehserie, Folge 3x15)